# Chilton Post Office

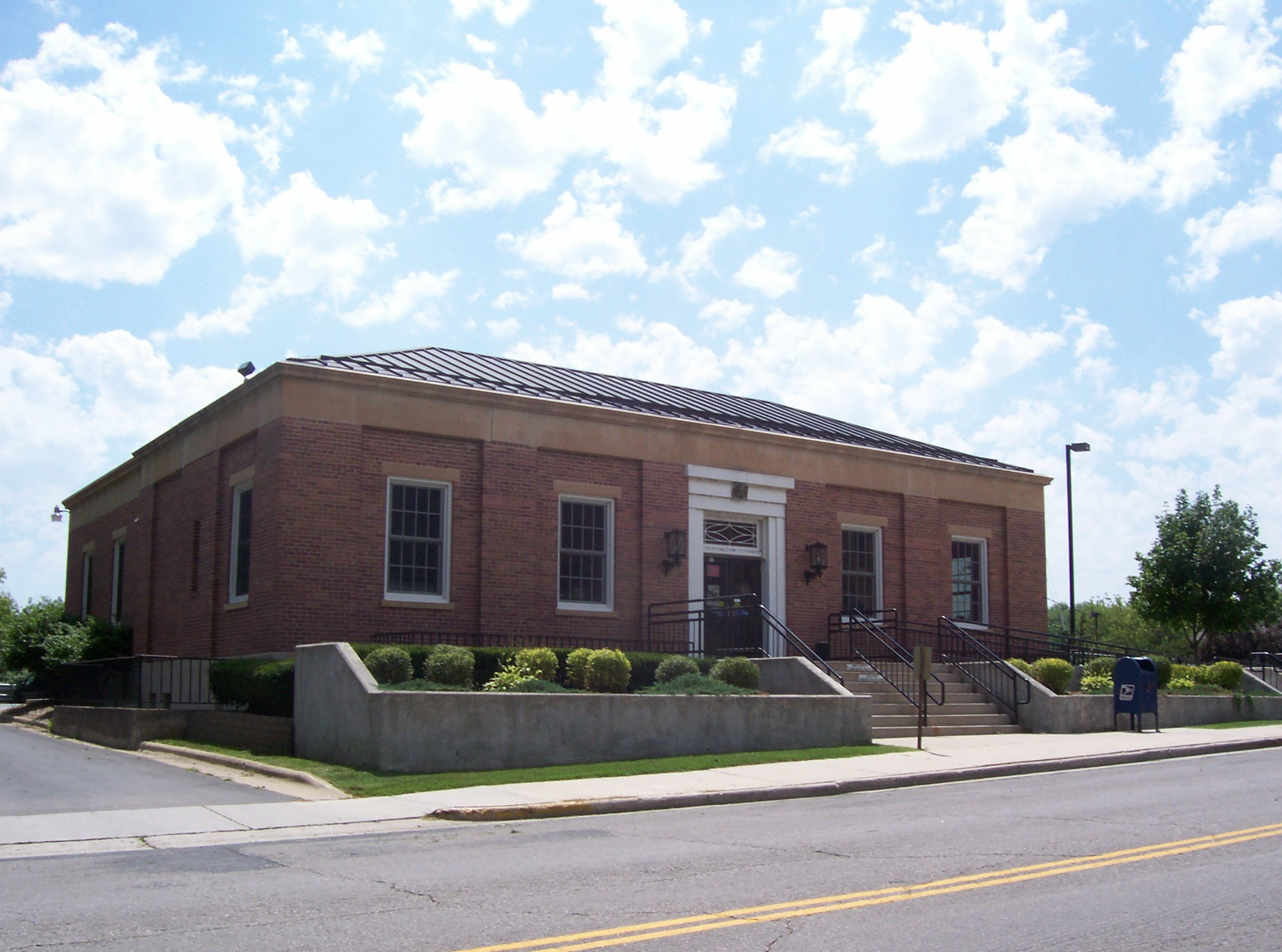
Chilton Post Office (2006)

Das Chilton Post Office ist ein historisches Postamtsgebäude in Chilton, im Calumet County, im US-Bundesstaat Wisconsin, in den Vereinigten Staaten. Das im Colonial-Revival-Stil errichtete Gebäude befindet sich an der East Main Street auf Nummer 57.
Das 1940 errichtete Chilton Post Office wurde am 24. Oktober 2000 vom National Register of Historic Places als historisches Denkmal mit der Nummer 00001249 aufgenommen.
Das Fundament des Gebäudes besteht aus Beton, die Mauern sind mit Backstein gefertigt, und das Dach ist mit Metall verschaffen.
Im Rahmen des Post Office New Deal Artwork ist im Postamt das Wandgemälde Threshing Barley (1940) von Charles W. Thwaites zu sehen.